# Gerard Batliner
Gerard Batliner (ur. 9 grudnia 1928 w Eschen, zm. 25 czerwca 2008 tamże) – liechtensteiński polityk i prawnik, w latach 1962–1970 premier Liechtensteinu.

## Życiorys
Studiował prawo w Zurychu, Fryburgu i Paryżu, a także filozofię w drugiej z tych miejscowości. Praktykował jako adwokat w Vaduz. W 1951 współtworzył towarzystwo akademickie księstwa (Liechtensteinische Akademische Gesellschaft), którym parokrotnie kierował. W latach 1958–1962 był wiceprezesem Postępowej Partii Obywatelskiej, a od 1960 równocześnie zastępcą burmistrza Eschen. Od 1959 wchodził w skład rady dyrektorów krajowej instytucji ubezpieczeń emerytalnych i rentowych.
Od lipca 1962 do marca 1970 sprawował urząd premiera Liechtensteinu. Równocześnie jako minister odpowiadał za departamenty spraw zagranicznych, finansów, edukacji i kultury. Od 1972 do 1998 kierował wydawnictwem akademickim LAG. W okresie 1974–1978 pełnił funkcję przewodniczącego Landtagu. W kolejnej kadencji do 1982 zajmował stanowisko wiceprzewodniczącego parlamentu. W latach 1983–1990 zasiadał w Europejskiej Komisji Praw Człowieka.
Odznaczony m.in. Orderem Zasługi Księstwa Liechtenstein III klasy (1967). Wyróżniony tytułami doktora honoris causa przez uniwersytety w Bazylei i Innsbrucku.